# Подберезново (Ярославская область)
Подберезново — деревня Ивняковского сельского поселения Ярославского района Ярославской области.

## География
Деревня расположена на левом берегу реки Шепелюха в окружении сельскохозяйственных полей.

## История
В 2006 году деревня вошла в состав Ивняковского сельского поселения образованного в результате слияния Ивняковского и Бекреневского сельсоветов.

## Население
| 2007 | 2010 |
| ---- | ---- |
| 3    | ↘1   |

### Историческая численность населения
По состоянию на 1859 год в деревне было 2 дома и проживало 16 человек.
По состоянию на 1989 год в деревне проживало 4 человека.

### Национальный и гендерный состав
Согласно результатам переписи 2002 года, в национальной структуре населения русские составляли 100 % из 98 чел., из них 2 женщины.
Согласно результатам переписи 2010 года население составляет 1 женщина.

## Инфраструктура
Основа экономики — личное подсобное хозяйство. По состоянию на 2021 год большинство домов используется жителями для постоянного проживания и проживания в летний период. Вода добывается жителями из личных колодцев. Имеется таксофон (около дома №4).
Почтовое отделение №150509, расположенное в деревне Дорожаево, на март 2022 года обслуживает в деревне 5 домов.

## Транспорт
Поворот на деревню с дороги «Ярославль-Углич» после деревни Дорожаево, первая деревня по дороге «Ярославль-Углич – д. Костяево».